# Variaș
Variaș es una comuna ubicada en el distrito de Timiș, Rumania.

## Superficie
Posee una superficie de 111,7 kilómetros cuadrados.

## Demografía
Hasta 2021 la población era de 5293 habitantes, con una densidad de población de 47,40 habitantes por kilómetro cuadrado.